# 约翰·汉密尔顿
約翰·「紅髮」·漢密爾頓（英語：John "Red" Hamilton，1899年8月27日—1934年4月26日）是加拿大籍的匪徒及銀行刧犯，活躍於20世紀初經濟大蕭條時期，為人熟識因為其犯罪同伴約翰·迪林傑，以及其揮之不去的死亡最具傳奇色彩。美國作家史蒂芬·金將其死亡故事改編成短篇小說傑克·漢彌頓之死，收錄在2002年出版的小說集《史蒂芬金的14張牌》內。